# Королевские регалии Вюртемберга

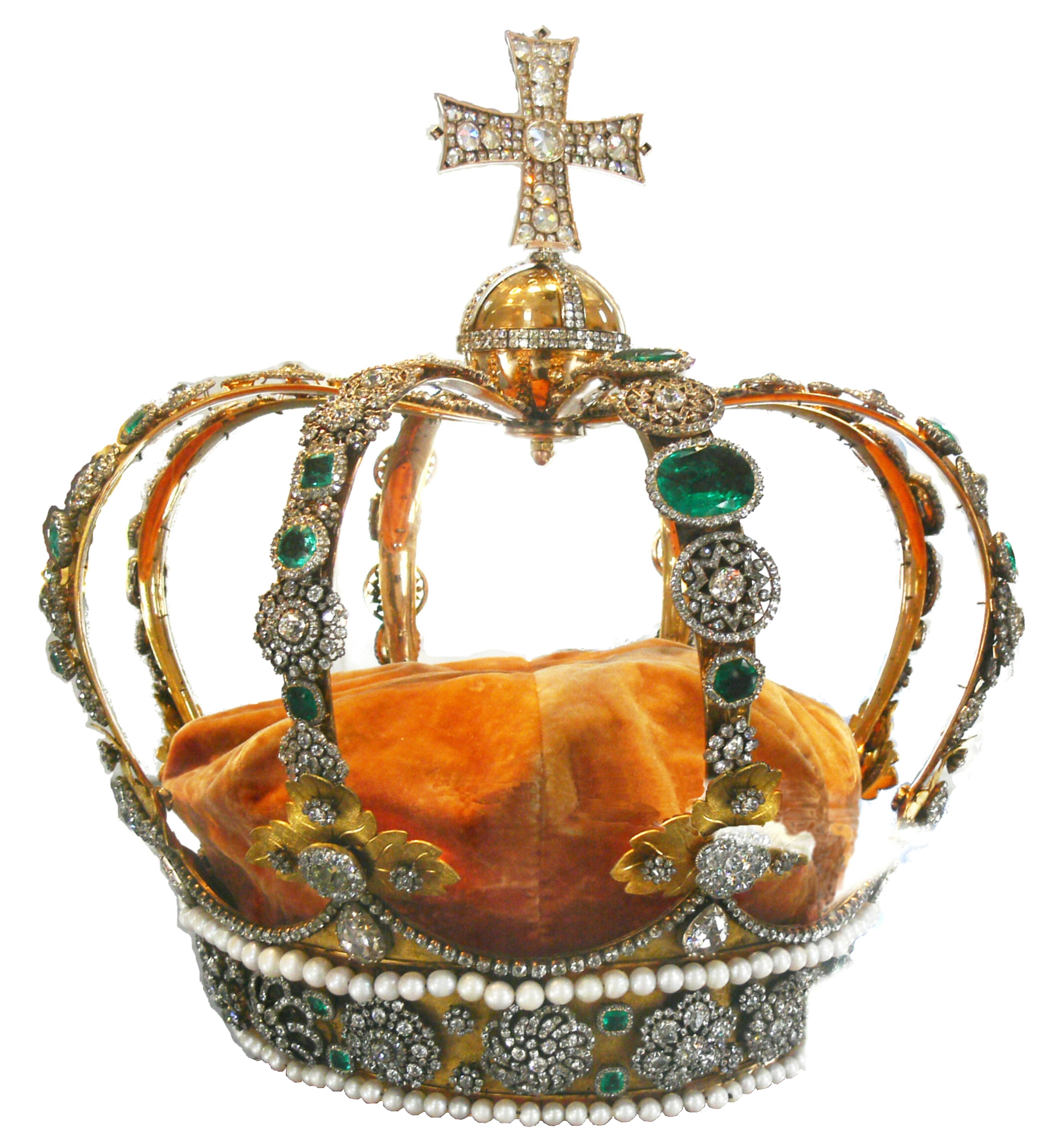
Корона монархов Вюртемберга

Королевские регалии Вюртемберга (нем. Kronjuwelen des Königreichs Württemberg) — регалии, символы королевской власти монархов королевства Вюртемберг (существовало в Германской империи с 1806 по 1918 годы).

## История
Основная регалия — корона монарха Вюртемберга, была изготовлена в 1806 году для короля Фридриха I в ознаменование получения Вюртембергом статуса королевства (до этого он был курфюршеством). Корона монархов Вюртемберга изготовлена из золота и украшена бриллиантами, жемчугом и изумрудами. Многие из драгоценных камней для короны были пожертвованы герцогом Карлом Александром. Монархи Вюртемберга никогда не носили корону на торжественных мероприятиях, за исключением свадебных и похоронных церемоний. После падения Вюртембергской монархии королевские регалии Вюртемберга были разделены между королевской семьёй и государством Вюртемберг. В частности, корона монархов Вюртемберга хранилась в банковском хранилище в городе Биберах-ан-дер-Рис, откуда была изъята (украдена) французскими войсками в 1945 году, и впоследствии возвращена парламенту Вюртемберга.
Королевские регалии Вюртемберга также включают Алмазную диадему, изготовленную для королевы-консорта Паулины Вюртембергской в 1820 году. Муж Паулины, король Вильгельм I, даже распорядился снять несколько крупных алмазов из королевской короны, чтобы вмонтировать их в Алмазную диадему. Регалии также включает в себя золотой сервиз подаренный королю Вюртемберга в 1816 году русской великой княгиней Екатериной Павловной.
В настоящее время королевские регалии Вюртемберга, включая короны и диадемы, выставлены для обозрения в музее земли Баден-Вюртемберг (Landesmuseum Württemberg).